# Hamado Pafadnam
Hamado Pafadnam est un coureur cycliste burkinabé, né en 1974. Il a couru pour le compte de l'équipe espagnole amateur Cafés Baqué.

## Biographie
En 2002, il devient le premier africain noir à courir avec une équipe espagnole.

## Palmarès
- 1998
  - 7e, 9e, 10e et 11e étapes du Tour du Faso
- 1999
  - 3e du championnat du Burkina Faso sur route
- 2000
  - Tour de l'or blanc
- 2001
  - Tour de l'or blanc
- 2002
  - Route de l'amitié
  - 3e du Tour du Faso